# Lafayette Parish (Louisiana)
Lafayette Parish (fransk: Paroisse de Lafayette) et et parish (svarende til et county) i den amerikanske delstat Louisiana. Ved folketællingen i 2010 udgjorde befolkningen 221.578. Det administrative centrum er byen Lafayette.
Lafayette Parish blev grundlagt i 1823.

## Reflist
1. ↑  "State & County QuickFacts". United States Census Bureau. Arkiveret fra originalen 29. juni 2011. Hentet 10. august 2013.
2. ↑  "Find a County". National Association of Counties. Hentet 2011-06-07.
3. ↑  "History". Lafayette County Sheriff's Office. Hentet 4. september 2014.

30°13′N 92°04′V / 30.21°N 92.06°V